# Pseudohadena
Pseudohadena là một chi bướm đêm thuộc họ Noctuidae.

## Loài
- Pseudohadena albilacustris Ronkay, Varga & Gyulai, 2002
- Pseudohadena arenacea (Ronkay, Varga & Fábián, 1995)
- Pseudohadena argyllostigma Varga & Ronkay, 1991
- Pseudohadena armata (Alphéraky, 1887)
- Pseudohadena cymatodes (Boursin, 1954)
- Pseudohadena deserticola Ronkay, Varga & Fábián, 1995
- Pseudohadena elinguis (Püngeler, 1914)
- Pseudohadena evanida Püngeler, 1914
- Pseudohadena igorkostyuki Ronkay, Varga & Fábián, 1995
- Pseudohadena jordana (Staudinger, 1900)
- Pseudohadena leucochlora Ronkay, Varga & Gyulai, 2002
- Pseudohadena magnitudinis Hacker & Ebert, 2002
- Pseudohadena obsoleta Ronkay, Varga & Fábián, 1995
- Pseudohadena phasmidia Ronkay, Varga & Fábián, 1995
- Pseudohadena pseudamoena Boursin, 1943
- Pseudohadena striolata (Filipjev, 1949)
- Pseudohadena tellieri (Lucas, 1907)
- Pseudohadena vulnerea (Grote, 1883)

## Hình ảnh

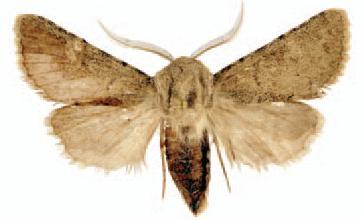
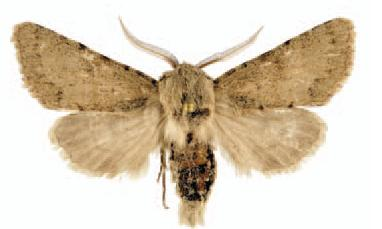
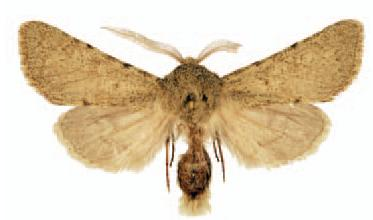
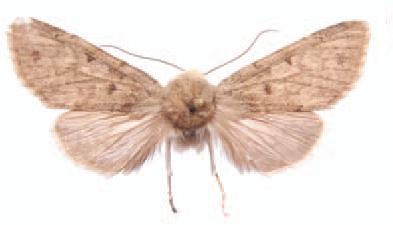